# Leyún (España)
Leyún (Leiun en euskera y cooficialmente) es una entidad de población española del municipio de Lizoáin-Arriasgoiti, perteneciente a la Comunidad Foral de Navarra.

## Historia
Hacia mediados del siglo XIX, el lugar, ya por entonces perteneciente a Lizoáin, tenía contabilizada una población de 28 habitantes. Aparece descrito en el décimo volumen del Diccionario geográfico-estadístico-histórico de España y sus posesiones de Ultramar de Pascual Madoz con las siguientes palabras:

LEYUN: l. del valle y ayunt. de Lizoain, prov. y c. g. de Navarra, aud. terr. y dióc. de Pamplona (3 leg.), part. jud. de Aoiz (2 1/2): sit. en un llano rodeado de montes por todas partes, escepto por E.; clima frio, propenso á catarros é inflamaciones: tiene 6 casas, esparcidas sin formar calle, igl. parr. (San Martin) de entrada, servida por un cura, cementerio y una fuente de buenas aguas. El term. se estiende 1/2 leg. de N. á S., cuarto y medio de E. á O., y confina N. Aguinaga; E. Iloz y Zalba; S. Redin, y O. Mendioroz y Eransus. El terreno es secano y de mala calidad; le cruza un arroyo que desagua mas abajo de Laboa en el r. Erro: hay un monte robledal y otro poblado de pinos; ambos tienen bojes y aliagas. Los caminos son locales y malísimos. El correo se recibe de Urroz, por balijero. prod.: trigo, avena, yeros y berza; cria de ganado lanar, vacuno y caballar, y caza de perdices. pobl.: 6 vec., 28 alm. riqueza: con el valle. (V.)
(Madoz, 1847, p. 272)

En 2022, tenía empadronados nueve habitantes.